# نباتات سرخسية
النباتات السرخسية,اللَّازَهْرِيَّاتُ الوِعائِيَّة أو النباتات اللازهرية الوعائية (الاسم العلمي: Pteridophyta) هي نباتات وعائية (نباتات ذات نسيج وعائي خشبي ونسيج وعائي لحائي) لا تُنتج أزهارا ولا حبوبا -ولذلك تسمى نَباتٌ خَفيُّ الإلقاح وعائي- وبدلاً من ذلك فهي تتكاثر فقط عبر الأبواغ. وتشمل النباتات اللازهرية الوعائية الكنباث والسراخس والنباتات الذئبية (الحزازيات الذئبية والكفعان والإسويط). ومع ذلك، فإنها لا تشكل مجموعة أحادية النمط الخلوي لأن السراخس (والسراخس الكنباثية) أكثر ارتباطًا بنباتات البذور أكثر من ارتباطها بالنباتات الذئبية. وبالتالي ، لم يعد مصطلح النباتات السرخسية (Pteridophyta) تصنيفًا مقبولًا على نطاق واسع، ولكنه يبقى مصطلحاً مستعملاً في اللغة الشائعة كما هو الحال مع علم النباتات السرخسية (pteridology) وعالم نباتات سرخسية (pteridologist) كعلم وممارسه على التوالي. تشترك السرخس والنباتات الذئبية في دورة حياة وغالبًا ما يتم علاجها أو دراستها بشكل جماعي، على سبيل المثال من قبل الرابطة الدولية لأخصائيي علم النباتات السرخسية (International Association of Pteridologists) ومجموعة علم تطور سلالات النباتات السرخسية (Pteridophyte Phylogeny Group). كما أنها تستخدم أيضًا لأغراض الطبية والتحكم في تآكل التربة وكمواد رابطة للتربة (soil-binders) وتُزرع في كثير من الأحيان على أنها نباتات زينة.

## تصنيف النباتات السرخسية
لا تشكل هذه النباتات مجموعة أحادية العرق ولكنها تتكون في كثير من الأحيان من مجموعتين:
- النباتات الذئبية
- السراخس:
  - الماراتية
  - السراخس الكنباثية
  - السراخس الجرداء (سراخس القش) وسراخس لسان الأفعى وسراخس العنب
  - سراخس رقيقة المباغ  أكبر مجموعة في السراخس.

بالإضافة إلى هذه المجموعات الحية من النباتات اللازهرية الوعائية، التي تتعرض مجموعات كبيرة منها الآن للانقراض ولا يتم التعرف على ها إلا من المستحاثات وتشتمل هذه المجموعات على النباتات الرينية وحزاميات الأوراق والنباتات ثلاثية الشدف وعاريات البذور البدائية
وتتفق جميع الدراسات الحديثة المعنية بالنباتات الأرضية على أن جميع النباتات اللازهرية الوعائية تشترك في أصل واحد بينهم. وإضافةً إلى ذلك، فإنها ليست فرعا حيويا (مجموعة متفردة) لأن البذريات تنحدر أيضًا من المجموعة نفسها وقد تكون قريبة الصلة بعاريات البذور البدائية.

## علم البيئة

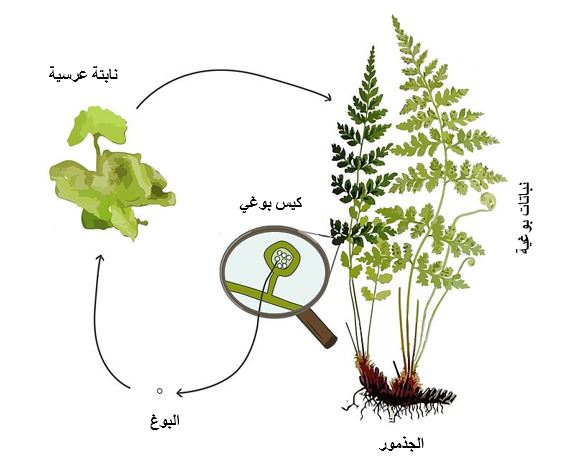
دورة حياة النباتات السرخسية

تمامًا كما هو الحال مع النباتات الطحلبية والبذريات (نباتات البذور)، تتضمن دورة حياة اللازهريات الوعائية تعاقب الأجيال. هذا يعني أن الجيل ثنائي الصيغة الصبغية (الطور البوغي ، الذي ينتج الأبواغ) يتبعه جيل أحادي الصبغة (الطور المشيجي أو التالوس الأولي ، الذي ينتج الأمشاج). تختلف نباتات اللازهريات الوعائية عن النباتات الطحلبية في أن الطور البوغي متفرّع وعمومًا أكبر بكثير وأكثر وضوحًا، وعن نباتات البذور في أن كلا الجيلين مستقلين ويعيشان بحرية. يمكن تصنيف النشاط الجنسي لللازهريات الوعائية على النحو التالي:
- ثنائي المسكن: كل نابتة عرسية فردية هو إما ذكر (ينتج مِئبريات وبالتالي الحيوانات المنوية) أو أنثى (ينتج أرشيجونات وبالتالي خلايا البويضات).
- أحادي المسكن: ينتج كل طور مشيجي فردي كلاً من المِئبريات والأرشيجونات ويمكن أن يعمل كذكر وكأنثى.
  - مُبَكِّرُ الذُّكورَة: تنضج المِئبريات قبل الأرشيجونات (الذكر أولاً ، ثم الأنثى).
  - مبكر الأنوثة: الأرشيجونات تنضج قبل المِئبريات (الأنثى أولاً ، ثم الذكر).

هذه المصطلحات ليست هي نفسها كما في حالة أحادية المسكن وثنائي المسكن، والتي تشير إلى ما إذا كان الطور البوغي للبذريات يحمل كلًا من الطور المشيجي الذكري والأنثوي. أي أنها تنتج كلاً من حبوب اللقاح والبذور أو أحد الجنسين فقط.